# Não Me Perdoei
Não Me Perdoei  é o primeiro single da dupla sertaneja brasileira Victor & Leo do CD Ao Vivo em Floripa. O single foi lançado em Maio de 2012.

## Composição
Victor Chaves disse que fez a música para um grande amor do passado, e que se arrependeu até hoje de escolhas erradas que fez, e não se perdoou.

## Sucesso nas Paradas
Não Me Perdoei ficou mais de 3 meses subindo nas paradas brasileiras, e já foi uma das mais tocadas de 2012, no Brasil Hot 100 ficou na 4ª Posição.

### Paradas
| Paradas musicais (2012)            | Melhores posições |
| ---------------------------------- | ----------------- |
| Brasil — Billboard Hot 100 Airplay | 3                 |